# Довмонт Псковски
Свети Довмонт Псковски, по крштењу Тимотеј, руски је светитељ и кнез псковски литванског порекла из 13. века. Владао је Псковском кнежевином у периоду од 1266. до 1299. године, више пута прекинут од стране Литванаца и Немаца.
Довмонт је био потомак литванских кнежева. Године 1265. пребегао је у Псков. Тамо се крстио и убрзо био изабран за њиховог кнеза. Исте години Довмонт је поразио литванску војску на обалама Двина, ослобађајући при томе своју заробљену жену и синове.
Око тридесет три године успешно је бранио Псков и сву Северну Русију од непријатеља, нарочито Литванаца. У мирно време он се одликовао побожношћу, био је милостив према сиротињи, посећивао сужње, збрињавао путнике, проводио живот у посту и молитви, побожно држао празнике.
Умро је 20. маја 1299. године. Погребен у Тројицкој цркви у Пскову.
Руска православна црква га је канонизовала за светитеља у 16. веку. Помиње се 20. маја по црквеном календару.